# Tetralicia iberiaca
Tetralicia iberiaca es un insecto hemiptero de la familia Aleyrodidae y la subfamilia Aleyrodinae. Tetralicia iberiaca fue descrita científicamente por primera vez por Bink-Moenen en 1989.

## Distribución geográfica
Se distribuye por la península ibérica.